# Narni
Narni é uma comuna italiana da região da Úmbria, província de Terni, com cerca de 19.725 habitantes. Estende-se por uma área de 197 km², tendo uma densidade populacional de 100 hab/km². Faz fronteira com Amelia, Calvi dell'Umbria, Montecastrilli, Orte (VT), Otricoli, San Gemini, Stroncone, Terni.
Era conhecida como Nequino (Nequinum) ou Nárnia (Narnia) durante o período romano.

## Demografia
| Variação demográfica do município entre 1861 e 2011                               |
|                                                                                   |
| Fonte: Istituto Nazionale di Statistica (ISTAT) - Elaboração gráfica da Wikipedia |